# المعمورة (الإسكندرية)
المعمورة هي شياخة تابعة لحي ثان المنتزة بمدينة الإسكندرية في مصر، تنقسم إلى منطقتين المعمورة الشاطئ، والمعمورة البلد.

## أهم المعالم
- مدينة المعمورة السياحية.
- استراحة رئاسة الجمهورية.[3]
- شاطئ المعمورة السياحي.